# Мурзенко, Юлиан Николаевич
Юлиан Николаевич Мурзенко (1930—2008) — советский и российский учёный, профессор, доктор технических наук, академик Международной академии наук высшей школы (1994).
Основал научную школу «Механика грунтов, основания и фундаменты» (внесена в Реестр ЮРГТУ (НПИ)), которая получила признание специалистов в РФ, СНГ и за рубежом. Научная школа создана на базе кафедры «Системы автоматизированного проектирования объектов строительства и фундаментостроение» (САПР ОСФ) ЮРГТУ (НПИ). Его разработки использовались в строительстве сооружений нефтедобывающих предприятий.

## Биография
Родился в посёлке Старобешево Донецкой области 15 июля 1930 года. Окончил среднюю школу № 1 в г. Енакиево Донецкой области. В 1954 году окончил с отличием Новочеркасский политехнический институт. В 1964 году защитил кандидатскую, а в 1972 году — докторскую диссертации.
В 1954−1957 годах работал в проектном институте «Туркменгоспроект» в г. Ашхабаде руководителем архитектурной мастерской промышленного проектирования.
С 1957 года работал в Новочеркасском политехническом институте:
- с 1965 — доцент,
- с 1973 — профессор,
- в 1974−1999 — заведующий кафедры «Основания, фундаменты и инженерные сооружения».

Избирался деканом строительного факультета.
В библиографии трудов Ю. Н. Мурзенко более 500 наименований, в числе которых 290 опубликованных работ.
Умер в 2008 году.

### Семья
Юлиан Николаевич является основателем строительной династии: в его большой семье шесть человек в разное время окончили ЮРГТУ (НПИ). Сын Александр Юлианович Мурзенко — доцент, кандидат технических наук — работает в Южно-Российском государственном политехническом университете.
Внук Денис Александрович Мурзенко — окончил Южно-Российский государственный политехнический университет с красным дипломом.

## Награды и звания
- Награждён медалью «За доблестный труд. В ознаменование 100-летия со дня рождения В. И. Ленина».
- Заслуженный деятель науки и техники РФ (1996).[2]
- Почетный работник министерства образования РФ.
- Лауреат премии Гособразования СССР.
- Лауреат литературной премии имени М. О. Пантюхова.